# Ischnobathra
Ischnobathra é um gênero de traça pertencente à família Cosmopterigidae.